# تاریخ ارمنستان (کتاب)
تاریخ ارمنستان (به ارمنی: Պատմություն Հայոց) نوشته موسس خورناتسی ملقب به پدر تاریخ‌نگاری ارمنی است. وی در حدود سال ۴۸۲ میلادی کتاب «تاریخ ارمنیان» را با روایت ماجراهای قوم ارمن از سپیده‌دم تاریخ تا دوران معاصر خود، به پایان برد.

## بخش‌ها
- نسب‌نامه بزرگان ارمن (به ارمنی: Հայոց մեծերի ծննդաբանությունը) که شامل ۳۲ باب است که هفت باب نخست شامل مطالب پیشگفتاری هستند و از باب دهم تاریخ اصلی ارمنیان آغاز می‌گردد. پس از کتاب اول دو باب «از افسانه‌های پارسی» به‌طور مجزا وجود دارد که اولی در مورد آژدهاک بیوراسب و فریدون اما دومی شامل تشریح این افسانه و تاریخ تصحیح شده می‌باشد.
- تاریخ میانه نیاکان ما (به ارمنی: Միջին պատմություն մեր նախնիների) که شامل ۹۲ باب است و از قیام پارسیان در برابر سلوکیان و از پادشاهی واغارشاک بر ارمنیان (۱۳۲ پ. م) آغاز می‌شود و با مرگ تیرداد سوم (۳۱۸ م) پایان می‌پذیرد، بنابراین شامل ۴۵۰ سال «تاریخ ارمنیان» است.
- پایان تاریخ میهن ما (به ارمنی: Մեր հայրենիքի պատմության ավարտը) که شامل ۶۸ باب است و شامل رویدادهای اتفاق افتاده در عصر مؤلف یا کمی پیش از آن است که با «خسرو سوم صغیر» (۳۱۹ م) جانشین تیرداد سوم شروع می‌شود و تا فروپاشی دودمان آراشاگونی (اشکانیان ارمنی ۴۲۸ م) ادامه دارد.

این کتاب در آخرین سال‌های زندگی موسس خورناتسی (سده ۵ میلادی) نگاشته شده‌است

## درباره کتاب
این کتاب به سه بخش تقسیم شده‌است که عبارتند از: «نسب‌نامه بزرگان ارمن»، «تاریخ میانه نیاکان ما» و «پایان تاریخ میهن ما».
بخش نخست شامل ۳۲ باب است که هفت باب نخست شامل پیشگفتار کتاب و مباحثی چون علل و چرایی تألیف کتاب است و از باب دهم تاریخ اصلی ارمنیان آغاز می‌شود. پس از کتاب اول دو باب «از افسانه‌های پارسی» به‌طور مجزا وجود دارد که اولی در مورد آژدهاک بیوراسب و فریدون اما دومی شامل تشریح این افسانه و تاریخ تصحیح شده‌است.
بخش دوم شامل ۹۲ باب است و از قیام پارسیان در برابر سلوکیان و از پادشاهی واغارشاک بر ارمنیان (۱۳۲ پیش از میلاد) آغاز شده و با مرگ تیرداد (۳۱۸ میلادی) به پایان می‌رسد. این کتاب ۴۵۰ سال تاریخ ارمنیان را دربر می‌گیرد.
بخش سوم شامل ۶۸ باب است و شامل رویدادهای اتفاق افتاده در عصر مؤلف یا کمی پیش از آن است که با خسرو صغیر (۳۱۹ میلادی) جانشین تیرداد شروع می‌شود و تا فروپاشی پادشاهی آراشاگونی (اشکانیان ارمنی ۴۲۸ میلادی) ادامه دارد.
در ابتدای این کتاب خورنی پس از بیان نامه ساهاک شاهزاده در پاسخ به خواهش او به شرح دلیل استفاده‌اش از منابع یونانی به جای دیگر منابع می‌پردازد. او اشاره دارد که به ویژه پارسیان و کلدانیان کارهای متعددی مربوط به ارمنیان انجام داده‌اند ولی از آنجا که یونانیان کتب و تواریخ همه ملتها را به یونانی ترجمه می‌کردند و از این لحاظ از دیگر ملل بسیار پیشی داشتند، وی ترجیح داده تا از منابع یونانی استفاده کند. سپس خورنی به بیان رفتار دانش‌ستیزانه نخستین پادشاهان و شاهزادگان ارمنی پرداخته و به همین دلیل دست به گله و شکایت می‌زند.
در بخش بعدی وی به قیاس کتاب مقدس با مطالب سایر تاریخ‌نگاران در باب آدم و دیگر پیشوایان (پیامبران) همچون نوح می‌پردازد و می‌نویسد که مطالب این دو در بعضی موارد دارای تشابه و در بسیاری دیگر دارای تناقض است.

## برگردان فارسی

جلد ترجمه کتاب "تاریخ ارمنیان" به فارسی

کتاب تاریخ ارمنستان با ترجمه ادیک باغداساریان از سوی نشر تاریخ ایران منتشر شد.
مترجم کتاب هشت پیوست نیز به این شرح به انتهای کتاب افزوده‌است:
- «یادداشت‌های استپان مالخاسیان»
- «نقشه ارمنستان بر اساس جهان‌نمای آنانیا شیراکاتسی»
- «نقشه ارمنستان در زمان ماشتس و خورنی»
- «نام خاندان‌های پادشهای و حکام ارمنستان»
- «رهبران مسیحیت در ارمنستان و کلیسای ارمنی»
- «گاهنامه ارمن»
- «سپاهنامه ارمن»
- «راهنمای آوانگاری ارمنی»